# Chapelle du Sacré-Cœur-de-Jésus de Marsa
Lachapelle du Sacré-Cœur-de-Jésus est une chapelle catholique située à Marsa, à Malte.

## Historique
En 1875, les autorités civiles planifièrent la construction d'une nouvelle ville qui devait s'appeler Albert Town en l'honneur d'Albert de Saxe-Cobourg-Gotha, prince consort de la reine Victoria. Le plan n’a pas abouti, mais plusieurs familles sont allées vivre près de la chapelle, construite pour la nouvelle ville. En 1951, elle fut confiée aux frères mineurs capucins de Marsa.